# 塩船観音寺
塩船観音寺（しおふねかんのんじ）は、東京都青梅市塩船にある真言宗醍醐派の別格本山。山号は大悲山。関東八十八ヶ所霊場第七十二番札所、東国花の寺百ヶ寺東京第十三番札所、奥多摩新四国八十八ヶ所霊場第五十九番札所。御詠歌『わすれずも　みちびきたまえ　かんぜおん　ぐぜいのふねに　のりていたらむ』

## 歴史
伝説によれば、大化年間（645年 - 650年）に、若狭国の八百比丘尼が、紫金の千手観音像を安置したことに始まるという。また「塩船」の名は、天平年間（729年 - 749年）に行基がこの地を訪れた際、周囲が小丘に囲まれて船の形に似ているところから、仏が衆生を救おうとする大きな願いの船である「弘誓の舟」になぞらえて、名付けられたものと伝えられている。貞観年間（859年 - 877年）には、安然が12の坊舎を建てるなど、興隆を極めたという。
鎌倉時代には武蔵七党の流れを汲む金子氏の庇護を受け、室町時代には青梅・奥多摩方面に勢力をもっていた三田氏の帰依を得て栄えた。
室町時代後期に建てられた本堂、阿弥陀堂、仁王門は、本堂内の厨子とともに国の重要文化財に指定。本尊の十一面千手千眼観世音菩薩（千手観音）像、眷属の二十八部衆像も同じく国の重要文化財に指定されている。
また、ツツジが有名で、毎年春（特に5月）にはつつじ祭りが開催されている。多くの観光客が押し寄せるが、この時期には入山料が必要である。現地の人には初詣の対象とされている。

## 文化財

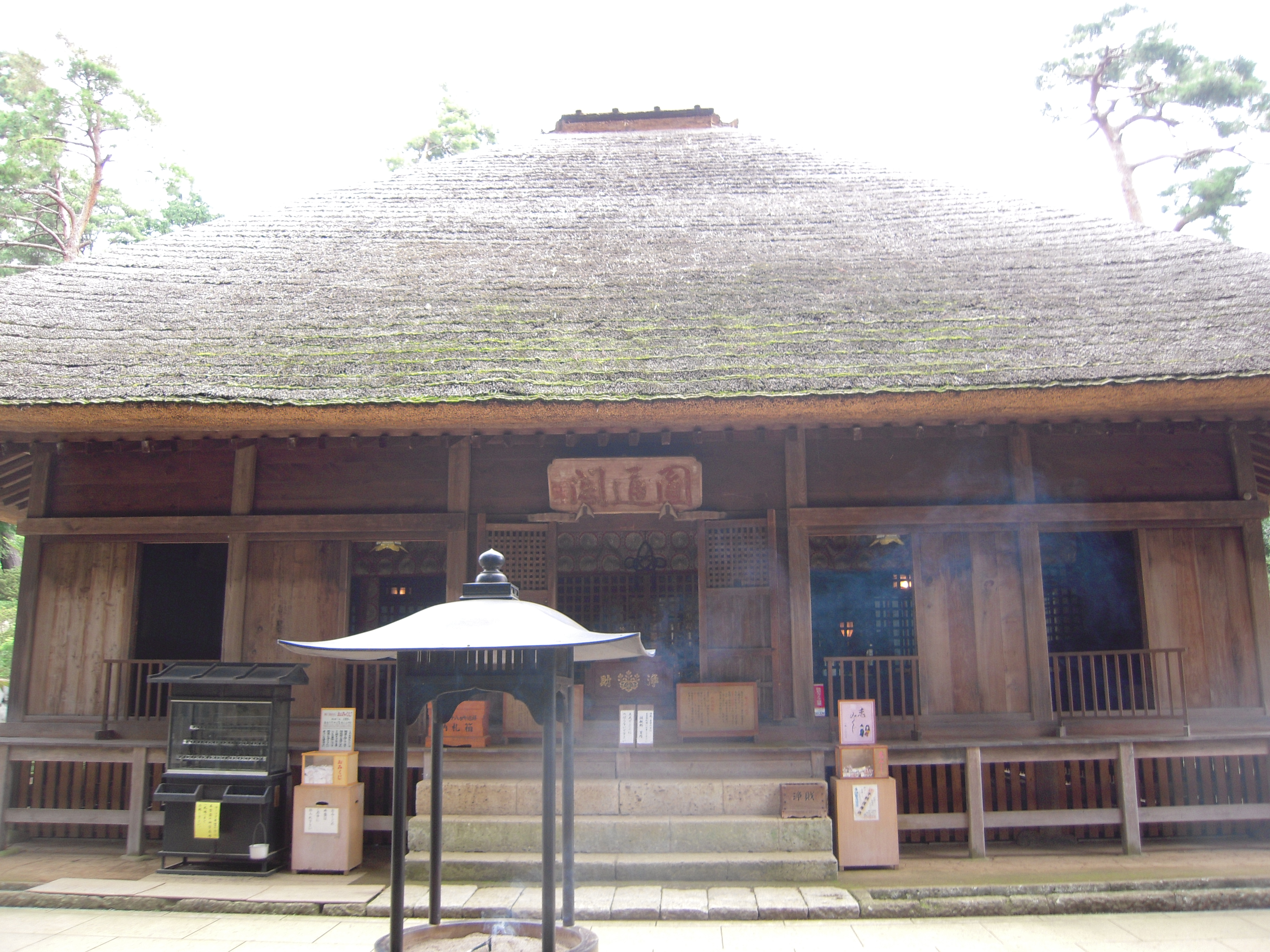
本堂（国の重要文化財）

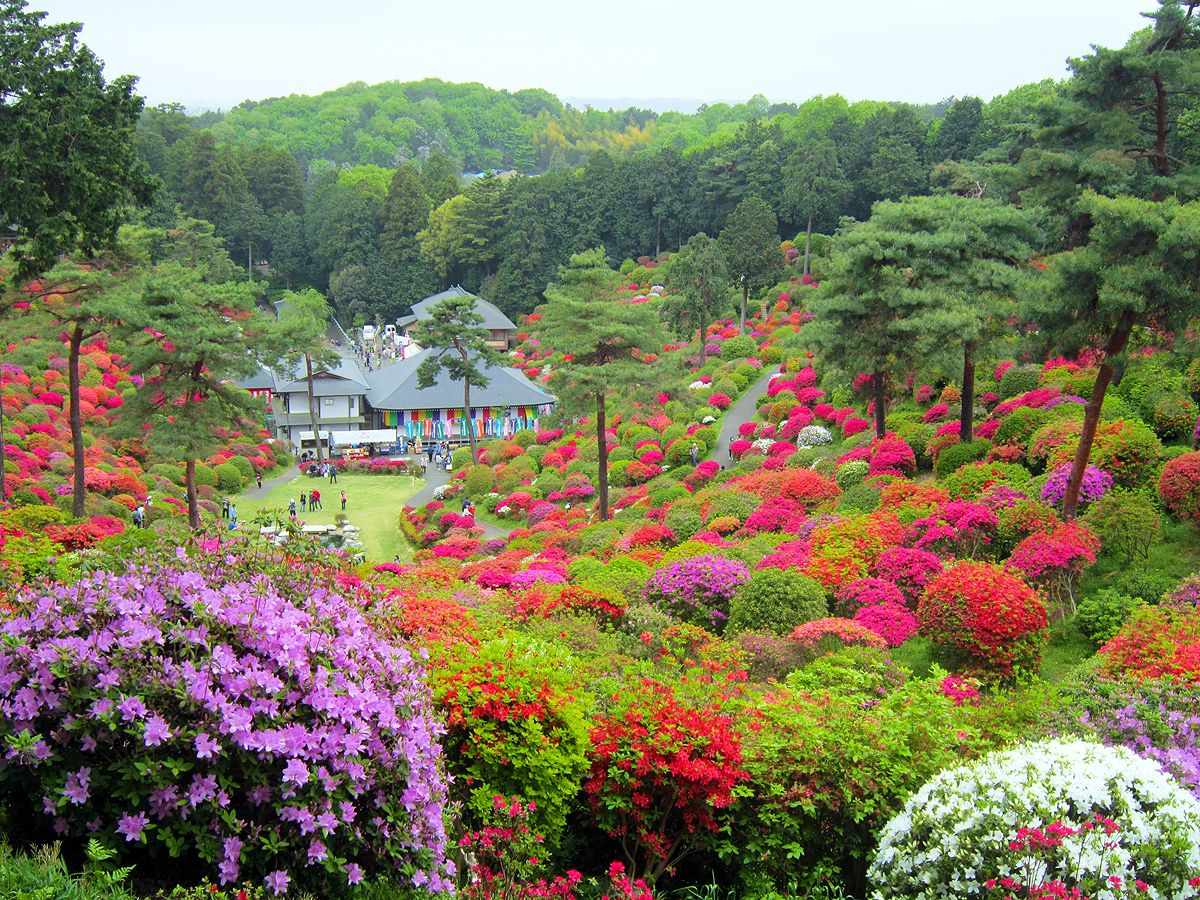
ツツジと本堂

### 重要文化財（国指定）
- 本堂（附:厨子） - 室町時代後期（1467年-1572年）の建立。桁行五間、梁間五間、一重、寄棟造、茅葺。
- 仁王門 - 室町時代後期（1467年-1572年）の建立。三間一戸八脚門、切妻造、茅葺。
- 阿弥陀堂 - 室町時代後期（1467年-1572年）の建立。桁行四間、梁間三間、一重、寄棟造妻入、茅葺形銅板葺。桁行2間、梁行1間の身舎の周囲に庇をめぐらした形式になる。

以上3棟はいずれも室町時代後期頃の建立。1946年（昭和21年）に旧・国宝保存法に基づく国宝（現行法の「重要文化財」に相当）に指定され、1950年（昭和25年）8月29日、文化財保護法施行にともない重要文化財になっている。
- 木造千手観音立像1軀・木造二十八部衆立像28軀

千手観音は快勢作、像内に「塩船寺本尊、文永元年（1264年）十二月、大仏師法眼快勢等」の銘がある。二十八部衆像は23軀が鎌倉時代、定快作、5軀が室町時代、弘円作。8軀の像内に「文永五年（1268年）、同六年（1269年）、建治二年（1276年）、弘安十一年（1288年）、定快作」等の銘、うち2軀の台座に「永正九年（1512年）、法橋弘円」等の銘がある

### 東京都指定有形文化財
- 木造金剛力士（仁王）立像 2躯 - 1960年（昭和35年）指定。

### 青梅市指定有形文化財
- 薬師堂 - 1968年（昭和43年）指定。
- 木造薬師如来立像 - 1968年（昭和43年）指定。
- 木造毘沙門天立像 本尊脇侍 - 1968年（昭和43年）指定。
- 木造観音菩薩立像　阿弥陀如来脇侍 - 2005年（平成17年）指定。
- 銅鐘 - 1968年（昭和43年）指定。
- 青石塔婆（大板碑） - 1964年（昭和39年）指定。
- 大般若経 - 1964年（昭和39年）指定。

### 東京都天然記念物
- 観音寺の大スギ（夫婦杉、二本） - 1953年（昭和28年）指定。

## 所在地
東京都青梅市塩船194

## 交通アクセス
- JR青梅線東青梅駅から車で15分
- JR青梅線河辺駅北口より、都営バスもしくは西東京バス乗車
- 圏央道「青梅IC」より約10分[3]

## 関連文献
- 「鹽船村 観音堂」『新編武蔵風土記稿』 巻ノ118多磨郡ノ30、内務省地理局、1884年6月。NDLJP:763994/28。